# (4751) Alicemanning
(4751) Alicemanning est un astéroïde de la ceinture principale.

## Description
(4751) Alicemanning est un astéroïde de la ceinture principale. Il fut découvert le 17 janvier 1991 à Stakenbridge par Brian G. W. Manning. Il présente une orbite caractérisée par un demi-grand axe de 3,17 UA, une excentricité de 0,17 et une inclinaison de 2,6° par rapport à l'écliptique.

## Compléments